# 暴风影导弹
通用型远程自主巡航导弹系统（法語：Système de Croisière Autonome à Longue Portée–Emploi Général，简称SCALP-EG，音译为斯卡普），英国方面称“风暴之影”（英語：Storm Shadow），是法國和英國聯合研發的空射戰區外巡弋飛彈，生產方是歐洲飛彈集團，用於取代裝備於勝利者式戰略轟炸機上的射程240公里的藍鋼飛彈和裝備於幻象IV式戰鬥轟炸機上的射程300公里的ASMP飛彈。

## 名稱
暴風影為此款飛彈的英文名字，法文名字則為SCALP EG，意為通用遠程戰區外巡弋飛彈系统。

## 彈體

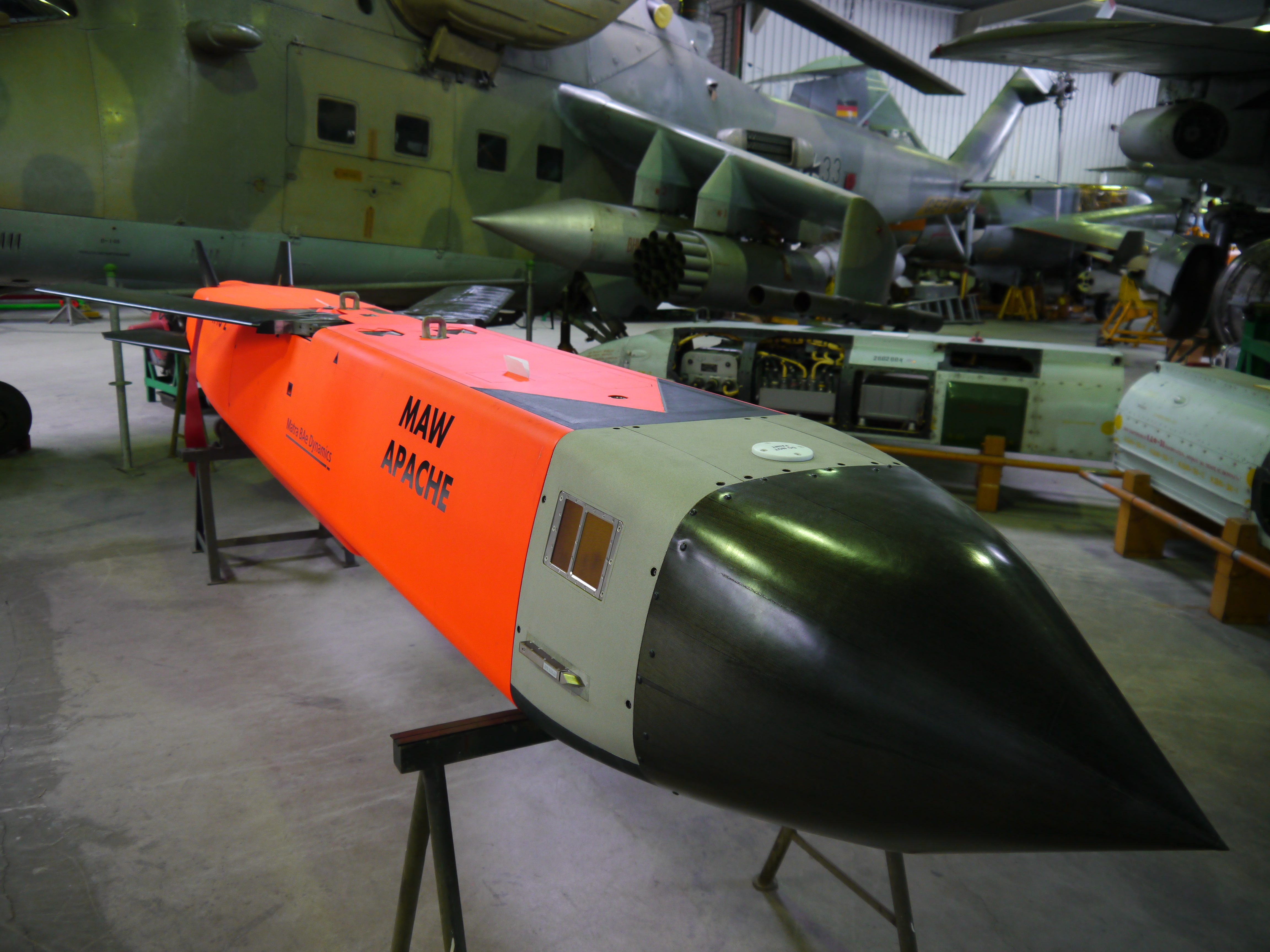
阿帕契飛彈

暴風影飛彈的彈身內部是以此款飛彈的前身阿帕契飛彈改良而來，武裝段也從先前的集束炸彈變更為BROACH串聯炸藥。

## 型號
暴風影飛彈分為兩種型號，分別為空軍型與海軍型，空軍型裝備於戰鬥機與戰術轟炸機，海軍型裝備於艦艇中的Sylver垂直發射系統。

## 服役史
2003年3月，英國皇家空軍於伊拉克戰爭開戰初期，首次使用暴風影導彈攻擊伊軍地面目標，乃此型導彈首次在實戰中應用。及後，此導彈曾於多次中東地區戰爭中應用。
在2011年多国武装干涉利比亚期間，法國空天軍的陣風戰鬥機，以及英、意兩國的龍捲風戰鬥轟炸機，曾多次使用暴風影導彈攻擊當地軍事目標。值得一提的，這次行動亦是意大利空軍首次應用此款導彈，截至2011年12月為止共發射約20-30枚，命中率高達97%。
2015-16年間，法國空天軍於夏馬風行動中，兩度向敘利亞的伊斯蘭國據點發射暴風影導彈。
2016年10月，英國國防部確認沙特阿拉伯皇家空軍於也門內戰中，亦有應用此款導彈。
因應俄羅斯入侵烏克蘭，英、法兩國於2023年中向烏克蘭捐贈多枚暴風影飛彈，以協助反攻。後來烏克蘭空軍的蘇-24戰鬥轟炸機，多次使用同款導彈攻擊包括瓊哈爾大橋、海尼切斯克大橋公路橋、塞瓦斯托波爾海軍基地等在內的俄佔區軍事目標。而在同年9月尾的捕蟹器行動當中，烏軍發射的同款導彈更將黑海艦隊總部營房炸毀。

## 使用國
- 埃及
  - 埃及空軍：採購約100枚以上，並綑綁於陣風戰鬥機訂單[18][19][20][21][22]。
- 法國
  - 法國空軍：於1998年採購500枚。
  - 法國海軍：分別於2006年及2009年，採購50枚及150枚[23]。
- 希腊
  - 希腊空军：於2000-03年間曾採購90枚[24][25]，其後再於訂購陣風戰鬥機時引進更多暴風影飛彈[26]。
- 義大利
  - 意大利空軍：於1999年引進200枚[27][28]。
- 印度
  - 印度空軍：於2016年訂購陣風戰鬥機時引進，數量不明[29]。
- - 卡塔爾皇家空軍：於2015年訂購140枚[30]。
- 沙烏地阿拉伯
  - 沙特阿拉伯皇家空军：已知有訂購暴風影導彈，數量不明[31]。
- 阿联酋
  - 阿拉伯聯合酋長國空軍：於1997年訂購，數量不明[32][33]。
- 乌克兰
  - 烏克蘭空軍：因俄羅斯入侵烏克蘭，於2023年5月由英國轉贈，搭載至烏軍的蘇-24戰鬥轟炸機[34]；而自2025年初起，亦搭載至烏軍的幻影2000戰鬥機。同年7月，法國亦轉贈約50枚、由該國生產的同款導彈[35]。2023年8月22日，法國交付首批暴風影飛彈。[36]
- 英国
  - 英國皇家空軍：根據《獨立報》1996年估算，英國皇家空軍共訂購約700-1000枚[37]。